# Represa de Taquaruçu
La represa Escola Politécnica o Taquaruçu, está situada sobre el río Paranapanema, entre los municipios de Teodoro Sampaio, estado de São Paulo e Itaguajé, estado de Paraná, Brasil.
La presa fue inaugurada en 1992, posee 5 turbinas tipo Kaplan con una potencia total instalada de 526 MW y su embalse ocupa 80 hm³.